# Daniel Caltagirone
Daniele-Vincenzo Caltagirone (* 18. Juni 1972 in St Pancras, London, England) ist ein britischer Schauspieler.

## Leben
Caltagirone wurde in London geboren und wuchs als Sohn italienischer Vorfahren auf. Er besuchte das dortige St. Ignatius College. Als Kind verbrachte er viel Zeit in New York City, wo er Verwandte hat. Er besuchte bis 1997 die Guildhall School of Music and Drama. In seinem letzten Jahr in Guildhall wurde er von einem ITV-Talentscout entdeckt. Caltagirone war von 2001 bis 2009 mit der Moderatorin Melanie Sykes verheiratet. Die beiden sind Eltern von zwei Söhnen.
Er begann seine Filmschauspielkarriere durch Besetzungen in einzelnen Episoden verschiedener Fernsehserien. 1998 hatte er eine Nebenrolle in Der Legionär, 2000 in Cyberspace – Ein Alptraum wird wahr. 2000 wirkte er in der Fernsehserie Bube, Dame, König, grAS mit. Größere Filmrollen übernahm er in Der Pianist, Die vier Federn, Lara Croft: Tomb Raider – Die Wiege des Lebens, The Fall oder Eliminators. 2010 war er in zwei Episoden als Girolamo de Treviso in der Fernsehserie Die Tudors zu sehen. 2016 verkörperte er in insgesamt sieben Episoden der Fernsehserie Die Medici die Rolle des Pazzi. Von 2017 bis 2019 stellte er die Rolle des Brutus in der Fernsehserie Britannia dar.

## Filmografie (Auswahl)
- 1997: Heartbeat (Fernsehserie, Episode 7x15)
- 1997, 2008: The Bill (Fernsehserie, Episoden 13x116, 24x43 und 24x44)
- 1998: Friends (Fernsehserie, Episode 4x24)
- 1998: Inspektor Wexford ermittelt (Ruth Rendell Mysteries, Fernsehserie, 3 Episoden)
- 1998: Der Legionär (Legionnaire)
- 1999: Cyberspace – Ein Alptraum wird wahr (The Cyberstalking, Fernsehfilm)
- 1999–2000: A Touch of Frost (Fernsehserie, 2 Episoden)
- 2000: The Beach
- 2000: Harbour Lights (Fernsehserie, Episode 2x03)
- 2000: Bube, Dame, König, grAS (Lock, Stock & Two Smoking Barrels, Fernsehserie, 7 Episoden)
- 2000: Tanze Samba mit mir (Mad About Mambo)
- 2001: The Lost Battalion (Fernsehfilm)
- 2002: Der Pianist (The Pianist)
- 2002: Die vier Federn (The Four Feathers)
- 2003: Lara Croft: Tomb Raider – Die Wiege des Lebens (Lara Croft Tomb Raider: The Cradle of Life)
- 2006: The Fall
- 2006: The Path to 9/11 – Wege des Terrors (The Path to 9/11, Miniserie, 2 Episoden)
- 2006: After...
- 2008: Das Leiden Christi (The Passion, Miniserie, 2 Episoden)
- 2009: Above Suspicion (Fernsehserie, 2 Episoden)
- 2009: The Hitman Diaries (Kurzfilm)
- 2009: The Fixer (Fernsehserie, Episode 2x03)
- 2010: The Reeds
- 2010: Silent Witness (Fernsehserie, 2 Episoden)
- 2010: Die Tudors (The Tudors, Fernsehserie, 2 Episoden)
- 2011: Lipstikka
- 2011: Morlocks (Fernsehfilm)
- 2011: Dominic (Kurzfilm)
- 2012: Outpost 2: Black Sun
- 2012: It’s Always (Kurzfilm)
- 2012: Plongeur (Kurzfilm)
- 2012: The Fear (Miniserie, Episode 1x01)
- 2013: Tomorrow in a Day (Kurzfilm)
- 2013: Convenience
- 2015: Dough
- 2015: Crossing Lines (Fernsehserie, Episode 3x01)
- 2016: Smoking Guns
- 2016: Die Medici (Medici: Masters of Florence, Fernsehserie, 7 Episoden)
- 2016: Eliminators
- 2017: Misdirection (Kurzfilm)
- 2017–2019: Britannia (Fernsehserie, 10 Episoden)
- 2018: The Albion Tales (Kurzfilm)
- 2019: Ransom (Fernsehserie, Episode 3x04)
- 2019: 1944: Should We Bomb Auschwitz? (Fernsehdokumentation)
- 2020: Death in Paradise (Fernsehserie, Episode 9x06)
- 2020: Agatha and the Midnight Murders
- 2020: Original Gangster
- 2021: Domina (Fernsehserie, Episode 1x01)
- 2022: That Dirty Black Bag (Fernsehserie, 8 Episoden)

- 2024: Thangalaan